# カルタゴ (スーダン)
カルタゴ(Carthago)はスーダン北東部の都市。紅海州に所在している。

## 交通

### 空港
カルタゴ空港が所在している。